# Parafia Wniebowzięcia Najświętszej Maryi Panny w Bodzanowie
Parafia pw. Wniebowzięcia Najświętszej Maryi Panny w Bodzanowie – parafia rzymskokatolicka należąca do dekanatu bodzanowskiego, diecezji płockiej, metropolii warszawskiej.

## Historia
Parafia powstała prawdopodobnie na przełomie XII i XIII wieku. Obecny kościół parafialny pw. Wniebowzięcia Najświętszej Maryi Panny, został wzniesiony prawdopodobnie w XV wieku.

## Proboszczowie
- ks. Sławomir Detmer (2023–2025)[1]
- ks. Krzysztof Świerczyński (od 2025)[2]